# Otto Gaul
Otto Gaul (* 26. März 1903 in Neudorf; † 3. September 1975 in Lemgo) war ein deutscher Kunsthistoriker.

## Leben
Von 1912 bis 1922 besuchte Gaul das Domgymnasium in Magdeburg. Im Anschluss an seine Schulzeit studierte er an den Universitäten Jena, Leipzig, München und Köln. Nachdem er zunächst ein Chemiestudium aufgenommen hatte, wechselte er bald darauf zur Kunstgeschichte. Als Nebenfächer belegte Otto Gaul Germanistik, Archäologie und Geschichte. Das Studium schloss er 1931 mit einer Dissertation über Die romanische Baukunst und Ornamentik in Sachsen ab.
1935 zog der gebürtige Harzer nach Lippe, um die Bau- und Kunstdenkmäler der Region zu inventarisieren. Während des Zweiten Weltkrieges zum Militärdienst herangezogen, geriet Gaul in italienische Kriegsgefangenschaft. Erst 1945 konnte er nach Lemgo zurückkehren, um seine kunstgeschichtliche Inventarisierungsarbeit fortzusetzen. 1948–68 war Otto Gaul Vorsitzender des Naturwissenschaftlichen und Historischen Vereins für das Land Lippe und Beirat für Kunstgeschichte. 1949–57 war er zudem mit der Erfassung der Bau- und Kunstdenkmäler in Herford betraut. 1960 nahm der promovierte Kunsthistoriker an Ausgrabungsarbeiten in Herford und in Stapelage teil. 1968 konnte er schließlich mit dem Inventarband über die „Stadt Detmold“ die erste Publikation über die lippischen Bau- und Kunstdenkmäler vorlegen. Der Band über die Stadt Lemgo erschien – fortgeführt von Ulf-Dietrich Korn – erst etliche Jahre nach seinem Tod. Eine Veröffentlichung über die Baudenkmäler des restlichen Kreisgebietes steht bis heute aus. Seit November 2024 sind jedoch die Typoskripte als Digitalisate bei der Lippischen Landesbibliothek abrufbar:
- Detmold Land / Landkreis Detmold (1. Fassung)
- Landkreis Detmold (2. Fassung)
- Landkreis Lemgo

Außerdem das Typoskript 
- Lemgo Stadt (1. Fassung)

## Veröffentlichungen (Auswahl)
- 1932: Die romanische Baukunst und Bauornamentik in Sachsen (Dissertation), Magdeburg
- 1947: Kreis Detmold (Kunstführer des Westfälischen Heimatbundes, Heft 25), Münster
- 1947: Kreis Lemgo (Kunstführer des Westfälischen Heimatbundes, Heft 26), Münster
- 1949: Zur Baugeschichte der Kirche Oerlinghausen. In: Mitteilungsblatt des Lippischen Heimatbundes, Heft 1
- 1951: Die steinernen Ziergiebel des 16. Jahrhunderts in Ostwestfalen-Lippe. Ein Beitrag zur Stilentwicklung der Spätgotik und Renaissance. In: Westfalen, Band 29
- 1954: Renaissance-Baumeister in Lippe In: Mitteilungen aus der lippischen Geschichte und Landeskunde, Band 23
- 1958: Zierschnitzereien der Renaissance an lippischen Fachwerkbauten. In: Mitteilungen zur lippischen Geschichte und Landeskunde, Band 27
- 1962: Das Münster zu Herford, Herford
- 1962: Die Ausgrabungen in der Kirche zu Stapelage. In: Lippische Mitteilungen aus Geschichte und Landeskunde, Band 31
- 1964: Herforder Steingiebel des 16. Jahrhunderts und ihre Baumeister. In: Herforder Jahrbuch V, S. 1–12
- 1965: Die Grabfiguren Ottos von Lippe und Ermgards von der Mark in der Lemgoer Marienkirche. In: Lippische Mitteilungen aus Geschichte und Landeskunde, Band 34
- 1967: Schloss Brake und der Baumeister Hermann Wulff, Lemgo
- 1968: Stadt Detmold (Die Bau- und Kunstdenkmäler von Westfalen, Band 48.1), Münster
- 1969: Die Marienkirche in Herford (Große Baudenkmäler, Heft 232). München/Berlin
- 1970: Die mittelalterlichen Dynastenburgen des oberen Weserraums. In: Ostwestfälisch-weserländische Forschungen zur geschichtlichen Landeskunde, S. 244–79
- 1983: Stadt Lemgo (Die Bau- und Kunstdenkmäler von Westfalen, Band 49.1), Münster

Außerdem Mitautor bei:
- 1959: Rheinlande und Westfalen (Reclams Kunstführer, Band III), Stuttgart. Weitere Auflagen unter Mitarbeit von Otto Gaul: 2. Auflage 1961, 3. Auflage 1964, 4. Auflage 1968, 5. Auflage 1975, 6. Auflage 1982